# بالنگ
بالَنگ، بالنج، بادرنگ، بادرنج، ترنج و یا به فارسی باستان پادرنگ (نام علمی: Citrus medica) میوه‌ای خوراکی از تیرهٔ مرکبات (Rutaceae) است. از آن در مرباسازی استفاده می‌شود. خاستگاه این گیاه شرق و جنوب‌شرق آسیا است. نام دیگر این میوه، ترنج یا برگاموت است.

## خواص
رفع خون‌ریزی لثه، تقویت کبد، خنک‌کننده و آرام بخش، رفع یبوست معده. همراه با گلاب برای اسهال خونی و نیز اسهال‌های روده‌ای سودمند است.
بالنگ در کتب طب سنتی با نام «اترج کبیر» آمده‌است. میوه آن را به فارسی بالنگ گویند و از نظر گیاه‌شناسی زیرگونه‌ای از بادرنگ است.
این درختچه دارای میوه‌هایی است که گاهی به وزن یک کیلوگرم نیز می‌رسد. نوع دیگری از بالنگ را به فارسی «بادرنگ» می‌نامند و در کتب طب سنتی با نام‌های بادرنج، باذرنج و اترج صغیر آمده‌است.
بالنگ درختچه‌ای است به شکل غیر منظم، برگ آن با کمی اختلاف شبیه سایر مرکبات ولی میوه آن به کلی متفاوت و نوع کبیر آن در ابعاد یک خربزه کوچک است. شکل آن دراز از یک طرف متصل به شاخه کمی پهن و از طرف دیگر به نوک بارکی ختم می‌شود.
پوست آن به رنگ زرد طلایی خیلی ضخیم، موج دار و دارای برآمدگی‌هایی مانند تاول درشت است. قسمت عمده میوه را با پوست زرد و گوشت سفید داخل پوست را گرفته و تقریباً جای برای گوشت ترش غیر خوراکی وسط آن باقی نگذارده‌است. گل آن سفید است.
بالنگ دارای پوست زرد، رنگ طلایی با بوی معطر است، به خصوص نوع کوچک آن که پوستش صاف است، معطرتر است.
قسمت گوشتی سفید متصل به پوست خارجی آن ضخیم و کمی شیرین و قسمت گوشت وسط آن که در میان پرده‌های ضخیم طولانی واقع شده‌است، دارای الیاف و غلاف‌های پر از مایعی است که در بعضی انواع شیرین و در برخی ترش است.
تخم‌های آن که در قسمت گوشتی آن واقع است کمی دراز و در غلاف سفیدی واقع و مغز، سفید و کمی تلخ است.
از نظر طبیعت طبق نظر حکمای طب سنتی پوست زرد آن کمی گرم و خشک است و شحم آن یا به عبارت دیگر قسمت گوشت سفید داخلی متصل به پوست زرد آن در ارقامی که این قسمت شیرین است از نظر طبیعت سرد و تر و خشک و برگ و شکوفه آن گرم و خشک است.
از نظر خواص معتقدند که پوست زرد آن برا ی تقویت قلب و دماغ و کبد، سرد و معده احشای داخل شکم مفید است و برای تحلیل بادها و نفخ و کمک به هضم غذا مؤثر می‌باشد. بخصوص مربای آن با عسل؛ البته با خوردن مربای آن اسراف نباید شود زیرا هضم آن مشکل می‌شود.
دم کرده پوست زرد خشک شده آن مسکن قی صفراوی و جویدن آن خوشبوکننده دهان است.
اگر پوست و گوشت سفید خشک شده آن را درلابه لای لباس‌ها بگذارند مانع بید زدن می‌شوند.